# Лі Те
Лі Те (кит.: 李铁, нар. 18 вересня 1977, Шеньян) — китайський футболіст, що грав на позиції півзахисника. По завершенні ігрової кар'єри — тренер, асистент головного тренера збірної Китаю.
Виступав, зокрема, за клуб «Евертон», а також національну збірну Китаю.

## Клубна кар'єра
Народився 18 вересня 1977 року в місті Шеньян. Вихованець юнацьких команд футбольних клубів «Ляонін Хувін» та «Цзянлібао».
У дорослому футболі дебютував 1997 року виступами за команду клубу «Ляонін Хувін», в якій провів п'ять сезонів, взявши участь у 82 матчах чемпіонату. 
Своєю грою за цю команду привернув увагу представників тренерського штабу клубу «Евертон», до складу якого приєднався 2002 року. Відіграв за клуб з Ліверпуля наступні чотири сезони своєї ігрової кар'єри.
Згодом з 2006 по 2008 рік грав у складі команд клубів «Шеффілд Юнайтед» та «Ченду Блейдс».
Завершив професійну ігрову кар'єру у клубі «Ляонін Хувін», у складі якого вже виступав раніше. Прийшов до команди 2009 року, захищав її кольори до припинення виступів на професійному рівні у 2012 році.

## Виступи за збірну
У 1995 році дебютував в офіційних матчах у складі національної збірної Китаю. Протягом кар'єри у національній команді, яка тривала 13 років, провів у формі головної команди країни 87 матчів, забивши 4 голи.
У складі збірної був учасником кубка Азії з футболу 2000 року у Лівані, чемпіонату світу 2002 року в Японії і Південній Кореї.

## Кар'єра тренера
Розпочав тренерську кар'єру невдовзі по завершенні кар'єри гравця, 2014 року, увійшовши до тренерського штабу збірної Китаю, в якому прцює й досі.
Паралельно працював на клубному рівні з командою «Хебей Чайна Форчун», де спочатку був асистентом головного тренера, а протягом 2015–2016 років очолював тренерський штаб.

## Титули і досягнення
- Володар Суперкубка Китаю (1):

«Ляонін»: 1999
Збірні
- Бронзовий призер Азійських ігор: 1998